# Deutsche Badmintonmeisterschaft 2020
Die Deutschen Badmintonmeisterschaften 2020 fanden vom 30. Januar bis zum 2. Februar 2020 in Bielefeld statt. Austragungsort war die Seidensticker Halle. Es war die 68. Auflage der Titelkämpfe.

## Medaillengewinner
| Disziplin    | Gold                                                                        | Silber                                                                 | Bronze                                                                    |
| ------------ | --------------------------------------------------------------------------- | ---------------------------------------------------------------------- | ------------------------------------------------------------------------- |
| Herreneinzel | Max Weißkirchen (1. BC Beuel)                                               | Lars Schänzler (TV Refrath)                                            | Niklas Niemczyk (STC Blau-Weiß Solingen)                                  |
| Herreneinzel | Max Weißkirchen (1. BC Beuel)                                               | Lars Schänzler (TV Refrath)                                            | Samuel Hsiao (1. BC Wipperfeld)                                           |
| Dameneinzel  | Yvonne Li (SC Union 08 Lüdinghausen)                                        | Fabienne Deprez (FC Langenfeld)                                        | Katharina Altenbeck (1. BV Mülheim)                                       |
| Dameneinzel  | Yvonne Li (SC Union 08 Lüdinghausen)                                        | Fabienne Deprez (FC Langenfeld)                                        | Brid Stepper (TV 1884 Marktheidenfeld)                                    |
| Herrendoppel | Bjarne Geiss (Blau-Weiss Wittorf) Jan Colin Völker (TV Refrath)             | Johannes Pistorius (TSV 1906 Freystadt) Lukas Resch (1. BC Beuel)      | Jones Ralfy Jansen (1. BC Wipperfeld) Peter Käsbauer (1. BC Bischmisheim) |
| Herrendoppel | Bjarne Geiss (Blau-Weiss Wittorf) Jan Colin Völker (TV Refrath)             | Johannes Pistorius (TSV 1906 Freystadt) Lukas Resch (1. BC Beuel)      | Mark Lamsfuß (1. BC Wipperfeld) Max Weißkirchen (1. BC Beuel)             |
| Damendoppel  | Linda Efler (SC Union 08 Lüdinghausen) Yvonne Li (SC Union 08 Lüdinghausen) | Kilasu Ostermeyer (TV Refrath) Franziska Volkmann (1. BC Bischmisheim) | Katharina Altenbeck (1. BV Mülheim) Joyce Grimm (1. BV Mülheim)           |
| Damendoppel  | Linda Efler (SC Union 08 Lüdinghausen) Yvonne Li (SC Union 08 Lüdinghausen) | Kilasu Ostermeyer (TV Refrath) Franziska Volkmann (1. BC Bischmisheim) | Annika Horbach (RW Walldorf) Theresa Wurm (SV Fun-Ball Dortelweil)        |
| Mixed        | Jones Ralfy Jansen (1. BC Wipperfeld) Kilasu Ostermeyer (TV Refrath)        | Max Weißkirchen (1. BC Beuel) Fabienne Deprez (FC Langenfeld)          | Jan Colin Völker (TV Refrath) Linda Efler (SC Union 08 Lüdinghausen)      |
| Mixed        | Jones Ralfy Jansen (1. BC Wipperfeld) Kilasu Ostermeyer (TV Refrath)        | Max Weißkirchen (1. BC Beuel) Fabienne Deprez (FC Langenfeld)          | Mark Lamsfuß (1. BC Wipperfeld) Theresa Wurm (SV Fun-Ball Dortelweil)     |

## Herreneinzel
- Frank Juchim – Joris Krückemeier: 21-14 15-21 23-21
- Lars Rügheimer – Fabian Specht: 19-21 21-14 24-22
- Matthias Kicklitz – Moritz Unz: 21-13 21-11
- Niklas Niemczyk – Nils Rodefeld: 21-12 21-13
- Johann Höflitz – Jonas Grün: 21-13 21-16
- Malte Laibacher – Matti-Lukka Bahro: 20-22 21-14 22-20
- David Kramer – René Rother: 21-14 16-21 22-20
- Fabian Roth – Justin Seibel: 21-13 21-15
- Julian Blaumoser – Thorsten Kunkel: 21-13 21-10
- Christopher Ames – Jonas Scheller: 21-14 21-17
- Tobias Wadenka – Jarne Schlevoigt: 21-4 21-8
- Jonas Gölz – Jan Santüns: 21-16 15-21 21-15
- Christopher Klauer – Tom Scholz: 21-7 21-6
- Felix Hammes – Björn Joppien: 21-19 21-15
- Kian-Yu Oei – Max Stage: 21-15 22-20
- Aaron Sonnenschein – Alexander Strehse: 22-20 21-9
- Tim Specht – Bennet Peters: 21-16 21-11
- Hannes Gerberich – Moritz Predel: 22-20 21-17
- Samuel Hsiao – Marvin Schmidt: 21-9 21-6
- Matthias Schnabel – Christian Dumler: 21-12 21-19
- Lukas Resch – Saruul Shafiq: 21-11 21-12
- Nils Wackertapp – Florian Kaminski: 17-21 21-14 21-16
- Kilian Ming-Zhe Maurer – Tim Krämer: 15-21 21-19 21-12
- Pasquale Czeckay – Philip Bußler: 16-21 21-11 21-19
- Brian Holtschke – Michael Nonn: 21-11 21-10
- Lennart Notni – Markus Hennes: 21-13 21-19
- Lucas Bednorsch – Steffen Grün: 21-13 21-13
- Kai Schäfer – Lars Rügheimer: 21-9 21-7
- Niklas Niemczyk – Johann Höflitz: 16-21 21-13 21-11
- David Kramer – Siad Wolff: 21-15 21-15
- Lars Schänzler – Julian Blaumoser: 21-8 21-7
- Matthias Kicklitz – Malte Laibacher: 21-17 21-8
- Christopher Ames – Frank Juchim: 21-18 21-14
- Tobias Wadenka – Jonas Gölz: 21-12 21-10
- Kian-Yu Oei – Christopher Klauer: 21-16 21-17
- Tim Specht – Aaron Sonnenschein: 21-12 21-19
- Samuel Hsiao – Hannes Gerberich: 21-11 21-13
- Lukas Resch – Matthias Schnabel: 21-11 21-9
- Fabian Roth – Nils Wackertapp: 21-13 21-9
- Felix Hammes – Alexander Mernke: 21-14 21-13
- Brian Holtschke – Pasquale Czeckay: 21-18 21-17
- Lucas Bednorsch – Lennart Notni: 21-19 15-21 21-10
- Max Weißkirchen – Kilian Ming-Zhe Maurer: 21-9 21-14
- Matthias Kicklitz – Kai Schäfer: 21-16 21-15
- Niklas Niemczyk – David Kramer: 23-21 10-21 21-16
- Lars Schänzler – Christopher Ames: 21-8 21-13
- Tobias Wadenka – Kian-Yu Oei: 21-15 11-21 21-10
- Samuel Hsiao – Tim Specht: 21-11 21-15
- Fabian Roth – Lukas Resch: 21-11 21-18
- Brian Holtschke – Felix Hammes: 21-15 21-15
- Max Weißkirchen – Lucas Bednorsch: 21-13 21-14
- Niklas Niemczyk – Matthias Kicklitz: 23-21 21-18
- Lars Schänzler – Tobias Wadenka: 21-17 21-12
- Samuel Hsiao – Fabian Roth: 21-18 21-15
- Max Weißkirchen – Brian Holtschke: 16-21 21-19 21-10
- Lars Schänzler – Niklas Niemczyk: 21-14 21-9
- Max Weißkirchen – Samuel Hsiao: 21-12 21-11
- Max Weißkirchen – Lars Schänzler: 21-18 14-21 21-14

## Dameneinzel
- Daniela Wolf – Svantje Gottschalk: 11-21 21-18 21-9
- Vanessa Seele – Michelle Beecken: 21-16 21-19
- Julia Meyer – Caroline Huang: 21-18 21-14
- Chiara Marino – Monika Weigert: w.o.
- Romina Plöger – Karina Büser: 13-21 21-18 21-19
- Lisa Geppert – Marina Korsch: 13-21 21-19 21-4
- Selina Giesler – Antonia Schaller: 19-21 21-19 21-17
- Anke Fastenau – Paula-Elisabeth Nitschke: 21-17 21-19
- Patricia Reu – Sophie Steffen: 16-21 21-17 21-11
- Florentine Schöffski – Isabel Scheele: 21-10 21-14
- Sarah Bergedick – Dan Phuong Nguyen: 21-12 14-21 21-11
- Maren Völkering – Julie Marzoch: 16-21 21-12 21-11
- Silke Becker – Christina Weigert: w.o.
- Maxi Stelzer – Sara Tintrop: 21-11 21-16
- Marie Lücke – Marija Zolotariova: 21-6 21-8
- Vanessa Seele – Xuan Giao-Tien Nguyen: 21-19 21-12
- Xenia Kölmel – Julia Meyer: 21-13 21-15
- Alicia Molitor – Daniela Wolf: 21-10 21-14
- Miranda Wilson – Chiara Marino: 21-16 21-18
- Romina Plöger – Hannah Weitz: w.o.
- Katharina Altenbeck – Lisa Geppert: 21-12 22-20
- Yvonne Li – Friederike Rudert: w.o.
- Selina Giesler – Lena Reder: 21-12 22-20
- Theresa Wurm – Anke Fastenau: 21-8 21-12
- Leona Michalski – Florentine Schöffski: 21-11 22-20
- Annalena Diks – Sarah Bergedick: 21-16 21-16
- Brid Stepper – Patricia Reu: 21-8 21-10
- Maren Völkering – Nicole Bartsch: 21-19 10-21 21-17
- Ann-Kathrin Spöri – Silke Becker: 21-11 21-13
- Maxi Stelzer – Lea Dingler: 21-10 18-21 21-12
- Fabienne Deprez – Marie Lücke: 21-9 21-6
- Yvonne Li – Vanessa Seele: 21-3 21-6
- Xenia Kölmel – Alicia Molitor: 21-14 6-21 21-16
- Miranda Wilson – Romina Plöger: 21-4 21-4
- Leona Michalski – Theresa Wurm: 13-21 21-11 21-18
- Katharina Altenbeck – Selina Giesler: 21-12 21-18
- Brid Stepper – Annalena Diks: 21-23 22-20 21-19
- Ann-Kathrin Spöri – Maren Völkering: 21-6 21-13
- Fabienne Deprez – Maxi Stelzer: 21-10 21-14
- Yvonne Li – Xenia Kölmel: 21-7 21-10
- Katharina Altenbeck – Miranda Wilson: 18-21 21-17 21-18
- Brid Stepper – Leona Michalski: 21-13 21-12
- Fabienne Deprez – Ann-Kathrin Spöri: 18-21 21-18 21-9
- Yvonne Li – Katharina Altenbeck: 21-8 21-9
- Fabienne Deprez – Brid Stepper: 21-8 21-15
- Yvonne Li – Fabienne Deprez: 21-12 16-21 21-8

## Herrendoppel
- Bennet Peters / Marcello Kausemann – Philip Bußler / Moritz Unz: 21-12 21-13
- Nils Wackertapp / Mirko Brüning – Finn Torben Glomp / Mats Hukriede: 21-19 21-8
- Oliver Schmidt / Christoph Offermann – Julian Blaumoser / Justin Seibel: 21-13 21-12
- Lukas Burger / Jonas Burger – Malik Bourakkadi / Kian-Yu Oei: 21-14 21-16
- Jonas Scheller / Matthias Petry – Thies Huth / Marvin Schmidt: 21-16 21-19
- Saruul Shafiq / Lin-Yu Oei – Jonas Grün / Steffen Grün: 21-15 22-20
- Alexander Strehse / Robert Franke – Christian Dumler / Lars Rügheimer: 21-15 21-16
- Martin Kretzschmar / Pasquale Czeckay – Yannick Haag / Fabian Specht: 21-13 23-21
- David Kramer / Hannes Gerberich – Wolf-Dieter Papendorf / Nils Rodefeld: 21-18 21-18
- Peter Käsbauer / Jones Ralfy Jansen – Jonathan Rathke / Jarne Schlevoigt: 21-10 21-15
- Moritz Predel / Pit Hofmann – Marcello Kausemann / Bennet Peters: 21-18 21-19
- Oliver Schmidt / Christoph Offermann – Niklas Kampmeier / Hendrik Wiedemeier: 15-21 21-16 21-10
- Niklas Niemczyk / Niclas Lohau – Christopher Ames / Tim Specht: 20-22 21-17 21-18
- Nils Wackertapp / Mirko Brüning – Florian Kaminski / Bennet Köhler: 21-16 15-21 21-17
- Lukas Resch / Johannes Pistorius – Alexander Mernke / Lasse Rathjens: 21-9 21-18
- Lukas Burger / Jonas Burger – Felix Hammes / Brian Holtschke: 21-17 18-21 21-15
- Jonas Scheller / Matthias Petry – Thilo Mund / Max Stage: 17-21 21-17 21-14
- Sebastian Grieser / Johannes Grieser – Kilian Ming-Zhe Maurer / Matthias Schnabel: 21-17 21-18
- Patrick Scheiel / Hauke Graalmann – Lin-Yu Oei / Saruul Shafiq: 21-12 21-17
- Matthias Kicklitz / Lucas Bednorsch – Sebastian Haardt / Malte Laibacher: 21-16 21-16
- Alexander Strehse / Robert Franke – Elias Beckmann / Florian Reinhold: 21-19 21-18
- Jan Colin Völker / Bjarne Geiss – Markus Hennes / Aaron Sonnenschein: 21-12 21-16
- Marvin Datko / Leander Adam – Pasquale Czeckay / Martin Kretzschmar: 21-19 21-19
- David Kramer / Hannes Gerberich – Johann Höflitz / Lennart Notni: 21-19 17-21 21-9
- Max Weißkirchen / Mark Lamsfuß – Fabian Bender / Michael Nonn: 21-6 21-10
- Niklas Niemczyk / Niclas Lohau – Mirko Brüning / Nils Wackertapp: 21-14 21-15
- Peter Käsbauer / Jones Ralfy Jansen – Pit Hofmann / Moritz Predel: 21-14 21-11
- Lukas Resch / Johannes Pistorius – Christoph Offermann / Oliver Schmidt: 21-14 21-14
- Lukas Burger / Jonas Burger – Matthias Petry / Jonas Scheller: 22-20 21-14
- Patrick Scheiel / Hauke Graalmann – Johannes Grieser / Sebastian Grieser: 20-22 21-16 21-13
- Jan Colin Völker / Bjarne Geiss – Robert Franke / Alexander Strehse: 18-21 21-8 21-12
- Marvin Datko / Leander Adam – Lucas Bednorsch / Matthias Kicklitz: 21-19 22-20
- Jones Ralfy Jansen / Peter Käsbauer – Niclas Lohau / Niklas Niemczyk: 21-18 21-13
- Lukas Resch / Johannes Pistorius – Jonas Burger / Lukas Burger: 16-21 21-15 21-16
- Jan Colin Völker / Bjarne Geiss – Hauke Graalmann / Patrick Scheiel: 21-17 21-12
- Max Weißkirchen / Mark Lamsfuß – Leander Adam / Marvin Datko: 21-17 21-16
- Max Weißkirchen / Mark Lamsfuß – Hannes Gerberich / David Kramer: 21-14 21-8
- Lukas Resch / Johannes Pistorius – Jones Ralfy Jansen / Peter Käsbauer: 18-21 23-21 24-22
- Jan Colin Völker / Bjarne Geiss – Mark Lamsfuß / Max Weißkirchen: 19-21 21-19 24-22
- Jan Colin Völker / Bjarne Geiss – Johannes Pistorius / Lukas Resch: 21-17 21-11

## Damendoppel
- Charlotte Mund / Marie Lücke – Melina Orth / Sabrina Sobek: 21-14 17-21 21-14
- Tabea Tirschmann / Florentine Schöffski – Julia Hardick / Mandy Zängerle: 21-14 21-17
- Annica Rohbeck / Felicitas Andre – Svantje Gottschalk / Leonie Zuber: 21-14 21-16
- Hannah Schröder / Silke Becker – Michelle Beecken / Manja Oldhaver: 15-21 21-12 21-13
- Xenia Kölmel / Sarah Bergedick – Lena Reder / Daniela Wolf: 14-21 21-16 22-20
- Emma Moszczynski / Leona Michalski – Friederike Henze / Sara Tintrop: 21-11 21-9
- Lea-Lyn Stremlau / Lena Seibert – Marie Lücke / Charlotte Mund: 21-19 24-26 21-18
- Yvonne Li / Linda Efler – Laura Adam / Lisa Geppert: 21-9 21-8
- Hannah Pohl / Anna Mejikovskiy – Julia Meyer / Antonia Schaller: 23-25 21-14 21-19
- Maxi Stelzer / Nicole Bartsch – Merle Krachudel / Paula-Elisabeth Nitschke: 21-15 21-16
- Theresa Wurm / Annika Horbach – Patricia Kuhlmann / Romina Plöger: 21-19 21-11
- Laura Gredner / Nadine Cordes – Florentine Schöffski / Tabea Tirschmann: 25-23 21-15
- Alicia Molitor / Annalena Diks – Marina Korsch / Kaja Zabinski: 21-15 21-9
- Melanie Gräßer / Karina Büser – Lea Dingler / Sinah Holtschke: 12-21 24-22 22-20
- Annica Rohbeck / Felicitas Andre – Mareike Bittner / Caroline Huang: w.o.
- Franziska Volkmann / Kilasu Ostermeyer – Elara Bliß / Lea Kurz: 21-9 21-7
- Brid Stepper / Anke Fastenau – Silke Becker / Hannah Schröder: 21-17 21-13
- Joyce Grimm / Katharina Altenbeck – Lara Hagemann / Petra Herzog: 21-9 21-18
- Vanessa Seele / Katja Holenz – Dan Phuong Nguyen / Marija Zolotariova: 21-13 21-16
- Ann-Kathrin Spöri / Stine Küspert – Sarah Molodet / Lucie Wagner: 21-13 21-11
- Yvonne Li / Linda Efler – Sarah Bergedick / Xenia Kölmel: 21-14 21-11
- Emma Moszczynski / Leona Michalski – Lena Seibert / Lea-Lyn Stremlau: 21-18 21-14
- Hannah Pohl / Anna Mejikovskiy – Nicole Bartsch / Maxi Stelzer: 21-19 11-21 21-8
- Theresa Wurm / Annika Horbach – Karina Büser / Melanie Gräßer: 21-16 21-11
- Alicia Molitor / Annalena Diks – Nadine Cordes / Laura Gredner: 21-9 21-11
- Franziska Volkmann / Kilasu Ostermeyer – Felicitas Andre / Annica Rohbeck: 21-6 21-11
- Joyce Grimm / Katharina Altenbeck – Anke Fastenau / Brid Stepper: 21-19 21-15
- Ann-Kathrin Spöri / Stine Küspert – Katja Holenz / Vanessa Seele: 21-17 21-10
- Yvonne Li / Linda Efler – Leona Michalski / Emma Moszczynski: 21-11 21-16
- Theresa Wurm / Annika Horbach – Anna Mejikovskiy / Hannah Pohl: 16-21 21-13 21-8
- Franziska Volkmann / Kilasu Ostermeyer – Annalena Diks / Alicia Molitor: 21-13 21-12
- Joyce Grimm / Katharina Altenbeck – Stine Küspert / Ann-Kathrin Spöri: 17-21 21-16 21-15
- Yvonne Li / Linda Efler – Annika Horbach / Theresa Wurm: 21-19 21-15
- Franziska Volkmann / Kilasu Ostermeyer – Katharina Altenbeck / Joyce Grimm: 21-15 21-16
- Yvonne Li / Linda Efler – Kilasu Ostermeyer / Franziska Volkmann: 21-18 21-10

## Mixed
- Philipp Salow / Sinah Holtschke – Ronny Dubb / Maxi Stelzer: 21-14 21-15
- Jarne Schlevoigt / Julia Meyer – Lars Rügheimer / Caroline Huang: 21-12 21-16
- Martin Kretzschmar / Joyce Grimm – Moritz Predel / Dan Phuong Nguyen: 21-13 21-19
- Daniel Stratenko / Sarah Bergedick – Thilo Mund / Nicole Bartsch: 21-19 16-21 21-19
- Alexander Strehse / Annika Horbach – Malik Bourakkadi / Tabea Tirschmann: 21-13 21-15
- Jan Santüns / Nadine Rahmel – Christian Dumler / Xuan Giao-Tien Nguyen: 17-21 21-18 22-20
- Dennis Friedenstab / Nadine Cordes – Niclas Lohau / Annalena Diks: 21-18 19-21 21-12
- Bennet Köhler / Lena Reder – Matthias Schnabel / Friederike Rudert: w.o.
- Jonathan Rathke / Katharina Altenbeck – Lin-Yu Oei / Daniela Wolf: w.o.
- Yannik Windhorst / Maren Völkering – Pasquale Czeckay / Katja Stommel: 21-19 21-14
- Mark Lamsfuß / Theresa Wurm – Ciarán Fitzgerald / Lea Dingler: 21-9 21-12
- Bjarne Geiss / Emma Moszczynski – Florian Reinhold / Friederike Henze: 21-7 21-14
- Jarne Schlevoigt / Julia Meyer – Hendrik Wiedemeier / Karina Büser: 21-14 16-21 21-13
- Martin Kretzschmar / Joyce Grimm – Sebastian Haardt / Alicia Molitor: 23-21 18-21 22-20
- Philipp Salow / Sinah Holtschke – Julian Blaumoser / Antonia Schaller: 21-19 21-19
- Patrick Scheiel / Franziska Volkmann – Daniel Stratenko / Sarah Bergedick: 23-21 21-17
- Alexander Strehse / Annika Horbach – Frank Juchim / Laura Gredner: 21-8 21-19
- Aaron Sonnenschein / Leona Michalski – Jan Santüns / Nadine Rahmel: 21-17 21-16
- Max Weißkirchen / Fabienne Deprez – Jonas Grün / Vanessa Seele: 21-17 21-16
- Johannes Pistorius / Stine Küspert – Dennis Friedenstab / Nadine Cordes: 21-16 22-20
- Bennet Köhler / Lena Reder – Maximilian Leucht / Paula-Elisabeth Nitschke: 21-16 21-14
- Jones Ralfy Jansen / Kilasu Ostermeyer – Michael Nonn / Annica Rohbeck: 21-9 21-8
- Hauke Graalmann / Xenia Kölmel – Jonathan Rathke / Katharina Altenbeck: 21-19 21-16
- Tobias Wadenka / Hannah Pohl – Markus Hennes / Lena Seibert: 21-12 21-19
- Yannik Windhorst / Maren Völkering – Tom Scholz / Merle Krachudel: 21-17 21-17
- Jan Colin Völker / Linda Efler – Pit Hofmann / Laura Adam: 21-13 21-11
- Bjarne Geiss / Emma Moszczynski – Jarne Schlevoigt / Julia Meyer: 21-14 24-22
- Patrick Scheiel / Franziska Volkmann – Alexander Strehse / Annika Horbach: 21-19 21-16
- Aaron Sonnenschein / Leona Michalski – Johannes Pistorius / Stine Küspert: 21-13 21-17
- Jones Ralfy Jansen / Kilasu Ostermeyer – Bennet Köhler / Lena Reder: 19-21 21-10 21-7
- Mark Lamsfuß / Theresa Wurm – Philipp Salow / Sinah Holtschke: 22-20 21-15
- Max Weißkirchen / Fabienne Deprez – Martin Kretzschmar / Joyce Grimm: 21-12 21-15
- Tobias Wadenka / Hannah Pohl – Hauke Graalmann / Xenia Kölmel: 21-13 21-11
- Jan Colin Völker / Linda Efler – Yannik Windhorst / Maren Völkering: 21-7 21-10
- Mark Lamsfuß / Theresa Wurm – Bjarne Geiss / Emma Moszczynski: 27-25 15-21 21-18
- Max Weißkirchen / Fabienne Deprez – Patrick Scheiel / Franziska Volkmann: 21-12 21-18
- Jones Ralfy Jansen / Kilasu Ostermeyer – Aaron Sonnenschein / Leona Michalski: 21-13 23-21
- Jan Colin Völker / Linda Efler – Tobias Wadenka / Hannah Pohl: 21-6 21-15
- Max Weißkirchen / Fabienne Deprez – Mark Lamsfuß / Theresa Wurm: 21-15 22-24 21-19
- Jones Ralfy Jansen / Kilasu Ostermeyer – Jan Colin Völker / Linda Efler: 21-16 21-12
- Jones Ralfy Jansen / Kilasu Ostermeyer – Max Weißkirchen / Fabienne Deprez: 21-19 21-16